# Фонтанеле (Терамо)
Фонтанеле (итал. Fontanelle) је насеље у Италији у округу Терамо, региону Абруцо.
Према процени из 2011. у насељу је живело 800 становника. Насеље се налази на надморској висини од 72 м.